# Neaufles-Auvergny
Neaufles-Auvergny é uma comuna francesa na região administrativa da Normandia, no departamento de Eure. Estende-se por uma área de 17,63 km². Em 2010 a comuna tinha 430 habitantes (densidade: 24,4 hab./km²).